# Psychotria alticola
Psychotria alticola är en måreväxtart som beskrevs av Julian Alfred Steyermark. Psychotria alticola ingår i släktet Psychotria och familjen måreväxter. Inga underarter finns listade i Catalogue of Life.